# Smart Alex
Smart Alex è il terzo album di studio del gruppo punk inglese The Adicts, pubblicato nel 1985 da Razor Records. Il disco vide la luce durante un periodo molto difficile per la band, durante il quale il quartetto firmò con la major Sire Records e dovette apparire in pubblico con sigle meno aggressive come Fun Adicts e ADX.
L'album è stato ripubblicato con alcune bonus track da Taang! nel 2002 e da SOS Records nel 2006.

## Tracce
- Tutte le tracce scritte dai The Adicts eccetto dove indicato.

1. Ode to Joy (Ludwig van Beethoven) - 1:41
2. Smart Alex - 2:27
3. Troubadour - 3:50
4. Tokyo - 3:01
5. California - 3:30
6. Crazy - 2:47
7. Bad Boy (Pete Davidson, Mel Ellis, Keith Warren) - 3:29
8. Jelly Baby - 2:53
9. Maybe or Maybe Not - 1:49
10. Rocking Wrecker - 2:18
11. Runaway - 3:22
12. You're All Fools - 4:23

### Bonus track (SOS Records)[2]
1. Odd Couple - 3:08
2. Falling in Love Again - 4:10
3. Come Along - 3:08
4. It's a Laugh - 1:54
5. Saturday Night - 2:16
6. Falling in Love Again (Frederick Hollander, Sammy Lerner) - 6:08

### Bonus track (Taang! Records)[3]
1. Saturday Night - 2:16
2. Falling in Love Again (Hollander, Lerner) - 6:11
3. Adx Medley - 4:37

## Crediti[4]
- Keith Warren - voce
- Pete Davidson - chitarra, pianoforte, voce d'accompagnamento
- Mel Ellis - basso, voce d'accompagnamento
- Kid Dee Davidson - batteria, voce d'accompagnamento
- The Adicts - produttore
- David Fenton - produttore
- Lelo Danino - produttore, remissaggio
- Oswin Falquero - produttore, remissaggio
- Harry Murlowski - ingegneria del suono
- Steve Tannett - ingegneria del suono